# دولت موقت تراکی غربی

دولت موقت تراکیه غربی    سپس دولت خودمختار تراکی غربی ،   یک جمهوری کوچک و کم عمر گمنام بود که پایه گذاری شد. در تراکیه غربی از تاریخ ۳۱ اوت تا تاریخ ۲۵ اکتبر ۱۹۱۳. ناحیه ای را شامل می شد که توسط رودخانه های ماریتسا (اوروس) در سمت شرق، نستوس درسمت غرب، کوه های رودوپ در سمت شمال و دریای اژه در سمت جنوب فراگیر شده بود. مساحت مجموع آن حدود ۸،۶۰۰کیلومتر مربع بود. 
مجموع تراکیه غربی در روند جنگ نخست بالکان به تصاحب بلغارستان درآمد و براساس قرارداد لندن به این کشور تحویل داده شد. در اندازه جنگ دوم بالکان، ارتش یونان بیشتر ناحیه میان زانتی (زانتیا) و رودخانه ماریتسا در سمت جنوب سوفلی را اشغال کرد، بدون اینکه با ایستادگی ارتش کم نیروی بلغارستان رو در رو شود، که به دامنه های جنوبی کوه های رودوپ (چند کیلومتری شمال شرق) پسروی کرد. زانتی و کوموتینی در حالی که نیروهای عثمانی ناحیه های سوفلی (سوفولو) ، دیدیموتیچو (دیمتوکا) و اورتاکوی را تصرف نمودند. بعد از جنگ دوم بالکان ، قرارداد بخارست امضا گردید که ناحیه را به بلغارستان برگرداند و ارتش یونان از تراکیه غربی خارج گردد. بعد از آن مسلمان ها و یونانی های بومی با تشویق مقام های یونانی، از بازشناختن کنترل بلغارستان بر ناحیه خودداری نمودند و از ارتش عثمانی این درخواهش را داشتند که تراکیه غربی را تصرف نماید. به دعوت آنان، ناحیه توسط نیروهای کم جمعیت عثمانی، بیشتر بی ترتیب، تصرف شد. در حالی که این ناحیه با قرارداد بخارست به بلغارستان برگردانده شده بود، ارتش بلغارستان متمایل با جنگ با عثمانی ها بود و به خطی که مقارن با مرز پیش از تهاجم بالکان بود تا آیدوغموش و از آن مکان در راستای مرز کوه های رودوپ که به سوی غرب طی می شد عقب نشینی نمود. از دردره و شرق مدان تا مرز بلغارستان و یونان این اقدام را انجام داد. 
بعد از پسروی ارتش بلغارستان و یونان، برای مانع شدن از تسلط بلغارها بعد از قرار داد بخارست ، که عثمانی ها در آن شرکت ننموده اند، یک کشور مستقل با پشتیبانی عثمانی گزارش داده شد. زیر فشار بریتانیا، بلغارها و عثمانی‌ها قرار داد قسطنطنیه را امضا نمودند که توقع های ترکیه برای به رسمیت شناختن تراکیه شرقی را مستجاب نمود و تراکیه غربی را به عنوان قسمتی از بلغارستان به رسمیت شناخت. عثمانی ها نیروهای خود را پسرو نمودند و تا تاریخ ۲۵ اکتبر، ناحیه توسط بلغارستان برگردانده شد. قسمت جنوبی حکومت ناپیدار پیشین در سال ۱۹۱۸ توسط نیروهای فرانسوی تصرف شد. این ناحیه بعد از این در سال ۱۹۲۰ به یونان ضمیمه گردید و از آن هنگام به غیر از تصرف نمودن بلغارها میان سال های ۱۹۴۱و ۱۹۴۴ قسمتی از آن کشور بوده است. قسمت شمالی حکومت ناپیدار پیشین بعد از سال ۱۹۱۹ قسمتی از بلغارستان برجای ماند.
پایتخت حکومت ناپیدار تراکیه غربی، گومولسین ، کوموتینی امروزی، در یونان بود.
بعد از پسروی بلغارستان، نیروهای بدون ترتیب حکومت عثمانی جرم های گوناگونی را برضد مردمان بلغارستان مرتکب شدند، همانند قتل عام گروهی و تبعید قسمت پر وسعتی از جمعیت بلغارستانی ناحیه.،     شبیه به جرم های انجام گرفته شده در تراکیه شرقی در اندازه تهاجم دوم بالکان. این جرم ها بعد از ایجاد دولت تراکیه غربی با سهم بری پشتیبانی دولت ادامه پیدا نمود. 

## بررسی اجمالی
رئیس جمهور : حوجه صالح افندی.
ارتش : نیروی پابرجای ۲۹,۱۷۰نفر، بیشتر بدون اسب. فرمانده نیروهای مسلح   سلیمان عسکری بیگ بود .
مجمع راهبری : رشید بی، رایف افندی، حفوس صالح افندی، نیکودیموس (انجمن اسقف مارونیا، نماینده یونانی ها)، میکردیچ تباکیان، یاکا کاساوی، حفوس گالیپ و اشرف بیگ کوچوباسی. 
همینکه گزارش استقلال، حکومت ناپیدار تراکی غربی مرزهای کشور را انتصاب نمود، پرچم‌های نوین را بر ساختمان‌های رسمی برافراشته نمود، سرود ملی را راه‌اندازی نمود، ارتش را آماده کرد، مهر و گذرنامه‌های خود را انتشار نمود و بودجه کشور نوین را تهیه نمود.
یک مرد یهودی به اسم ساموئل کاراسو از سمت حکومت مسئول گردید تا یک آژانس رزنامه نویسی رسمی پایه گذاری نماید و روزنامه ای به اسم مستکیل  یا به عبارتی ("آزاد") به زبان ترکی و فرانسوی منتشر نماید. قوانین و مقررات عثمانی بدون هیچ گوناگونی پذیرفته شد و رسیدگی به پرونده ها توسط دادگاه تراکی غربی شروع شد.